# Zeni Geva
Zeni Geva è una band giapponese noise rock nata dall'incontro tra il cantante e chitarrista KK Null e il batterista Tatsuya Yoshida.

## Storia
Nato a Tokyo nel 1987, il nome del gruppo si traduce approssimativamente in "violenza monetaria" ("Zeni" è un vecchio termine giapponese per denaro, e "Geva" deriva dal tedesco "Gewalt", che significa "violenza").
La musica dei Zeni Geva può essere varia e sperimentale, incorporando elementi che vanno dal death metal all'hardcore punk, al math rock, alla psichedelia e al noise rock. La loro musica è spesso tecnicamente poco ortodossa ed esigente, tanto da essere paragonata da alcuni al rock progressivo: il critico Patrick Kennedy descrive il loro album del 1993 Desire for Agony come simile ai "Motörhead che incontrano i King Crimson".
La Skin Graft Records di Chicago ha pubblicato gran parte della musica della band in Nord America. Altri album uscirono per la statunitense Alternative Tentacles.

## Formazione

### Formazione attuale
- Kazuyuki K. Null – chitarra, voce, violino, ultrasonik, nulltron, kaosspad (1987–presente)
- Tatsuya Yoshida – batteria, kaosspad, voce (1988–1990, 2009–presente)

### Ex componenti
- Ikuo Taketani – drums (1987–1988)
- Fumiyoshi Suzuki – guitar (1987–1988)
- Elle – vocals (1987)
- Bunsho Nishikawa – bass (1988)
- Mitsuru Tabata – guitar, synthesizer (1988–2012)
- Yasuko – drums (1990–1991)
- Eito Noro – drums (1991–1996)
- Blake Fleming – drums (1996)
- Masataka Fujikake – drums (1996–2003)

### Timeline
- Note: La band non fu attiva tra il 2003 ed il 2009.

## Discografia

### Album
- How To Kill (1987)
- Maximum Love and Fuck (1989)
- Maximum Money Monster (1990, ripubblicato nel 2007[3])
- Total Castration (1991, ripubblicato nel 2012)
- Desire for Agony (1993)
- Freedom Bondage (1995)
- 10,000 Light Years (2001)

### EP e singoli
- Vast Impotenz cassette (1988)
- Honowoh/Sweetheart/Bloodsex 7" (1991)
- Nai-Ha EP (1992)
- Disgraceland "7" (1993)
- Autofuck 7" (1993)
- Hatetrader split w/ X-Rated-X (1994)
- Black Room split w/ Meathead 7" (1994)
- Implosion (1995)

### Album dal vivo
- Live 20000V split w/ Lewd (1992)
- Live In Amerika (1992)
- All Right You Little Bastards (live in collaborazione con Steve Albini, 1993)
- Trance Europe Experience (1994)
- Last Nanosecond - Live in Geneva 2002 (2004)
- Alive and Rising (2010)